# Discorso sulla servitù volontaria
Il Discorso sulla servitù volontaria (Discours de la servitude volontaire o Contr'un) è l'opera più nota di Étienne de La Boétie. Il testo fu redatto probabilmente intorno al 1549 e pubblicato clandestinamente nel 1576 con il titolo di Contr'un ("Contro uno").
La data di redazione è incerta: secondo gli ultimi studi esso fu composto da Étienne de La Boétie nel periodo dell'università, cioè attorno ai 22 anni. Secondo l'amico Montaigne, tuttavia, il discorso sarebbe addirittura precedente, scritto cioè attorno ai 18 anni.

## Contenuti
L'autore sostiene che qualunque tiranno detiene il potere fintanto che i suoi sudditi glielo concedono. La libertà originaria concessa all'uomo per natura sarebbe stata abbandonata dalla società, che una volta corrotta dall'abitudine, avrebbe poi preferito la servitù del cortigiano alla condizione dell'uomo libero, che rifiuta di essere sottomesso e di obbedire.

## Influenze
Questa relazione tra dominio ed obbedienza sarebbe stata poi ripresa successivamente da pensatori anarchici, come Max Stirner ne L'Unico e la sua proprietà.
Il pensiero di La Boétie fu anche ripreso dai movimenti di disobbedienza civile, che trassero dal concetto di ribellione alla servitù volontaria il fondamento del proprio strumento di lotta. Étienne de La Boétie fu infatti uno dei primi a proporre la non collaborazione, e quindi una forma di disobbedienza nonviolenta, come arma realmente efficace. La Boétie non è interessato alle «congiure di gente ambiziosa» interessata soltanto a «far cadere una corona, non togliere il re, cacciare sì il despota, ma tenere in vita la tirannide», ma auspica un cambiamento e una liberazione profonda dal potere.
Sebbene ancora poco noto oltreconfine, il Discorso sulla servitù volontaria è stato, attraverso quattro secoli, un punto di riferimento per molti paladini delle libertà, da Marat (nel saggio Chaînes de l'esclavage) a La Mennais, a Landauer, fino a Rothbard, che introduce l'opera in un'edizione del 2004. Fonte d'ispirazione per pensatori filosofi e politici, dalla matrice anarchica all'eterodossia marxista, come Simone Weil (in Méditation sur l'obéissance et la liberté del 1937), il testo viene ripreso e citato abbondantemente in tempi più recenti, contemplando numerose riedizioni anche in italiano negli ultimi anni (sei edizioni 2006-2016).

## Edizioni in italiano
- Discorso di Stefano della Boetia della servitù volontaria o Il contra Uno, Tradotto nell'italiano idioma, trad. di Cesare Paribelli, in Napoli, anno settimo repubblicano, 1799
- Il contr'uno, trad. di Pietro Fanfani, Milano, Daelli, 1864; Sala Bolognese, Forni, 1974; Firenze, Le Monnier, 1945; Palermo, Sellerio, 1994
- Discorso sulla servitù volontaria, a cura di Luigi Geninazzi, Milano, Jaca Book, 1979
- La servitù volontaria, trad. di Franco Capriglione, Napoli, Procaccini, 1994
- Discorso sulla servitù volontaria, trad. di Fabio Ciaramelli, Torino, La Rosa, 1995, e Chiarelettere, Milano, 2011
- Discorso sulla servitù volontaria, trad. di Vincenzo Papa, Napoli, Istituto Italiano per gli Studi Filosofici, 1995, riedizione presso le Edizioni Immanenza, 2014
- Discorso sulla servitù volontaria, trad. di Giuseppe Pintorno, Milano, La Vita Felice, 1996
- Discorso sulla servitù volontaria, trad. di Carla Maggiori, Macerata, Liberilibri, 2004
- Discorso della servitù volontaria, a cura di Enrico Donaggio, con interventi di Miguel Benasayag e Miguel Abensour, Milano, Feltrinelli, 2020  [2014], ISBN 978-88-07-90082-2.